# Управление внешней политики НСДАП
Внешнеполитическое управление НСДАП (нем. Außenpolitisches Amt der NSDAP; сокращённо APA или A.P.A.) — структура Национал-социалистической немецкой рабочей партии, созданная Адольфом Гитлером 1 апреля 1933 года, вскоре после её прихода к власти в Германии. Альфред Розенберг, с 1930 года представлявший НСДАП в комитете Рейхстага по внешней политике, был назначен руководителем управления и занимал этот пост до упразднения структуры в 1943 году.
APA являлось одной из нескольких организаций, соперничавших за право определять внешнеполитический курс Третьего Рейха, наряду с министерством иностранных дел, зарубежной организацией НСДАП, бюро Риббентропа и в некоторой степени министерством пропаганды. Управление было структурно организовано по подобию МИД, чьи функции, как ожидал Розенберг, должны были перейти к APA. Первой и последней дипломатической миссией Розенберга стала поездка в Лондон в начале мая 1933 года. Он проявил себя крайне неудачно, не смог добиться встречи с премьер-министром и вынужден был преждевременно вернуться в Германию. Финансирование управления было значительно урезано, и в дальнейшем оно практически не оказывало влияния на внешнюю политику страны. Деятельность APA в основном сводилась к сбору газетных вырезок и организации развлечений для высокопоставленных гостей Рейха. Единственным значимым достижением управления было налаживание сотрудничества с норвежским фашистским политиком Видкуном Квислингом в начале 1939 года. Розенбергу удалось организовать его личную встречу с Гитлером, получив впоследствии значительное влияние на политику страны в Скандинавии.
17 июля 1941 года Розенберг был назначен министром восточных оккупированных территорий, после чего часть сотрудников APA перешла на работу в новое министерство. В феврале 1943 года APA было закрыто в рамках политики «тотальной войны».